# Festiwal Filmowy w Sydney
Festiwal Filmowy w Sydney (ang.: Sydney Film Festival) – festiwal filmowy odbywający się w Sydney w Australii od 1954 roku.